# The Ministry of Ungentlemanly Warfare
The Ministry of Ungentlemanly Warfare és una pel·lícula de comèdia d'acció d'espies nord-americana del 2024 dirigida, coescrita i coproduïda per Guy Ritchie i protagonitzada per Henry Cavill, Eiza González, Alan Ritchson, Henry Golding i Alex Pettyfer. Basada en el llibre de 2014 Churchill's Secret Warriors: The Explosive True Story of the Special Forces Desperadoes of WWII de Damien Lewis, la pel·lícula retrata una versió molt ficticia de l'Operation Postmaster.
El film es va estrenar el 13 d'abril de 2024 a Nova York i es va estrenar als Estats Units el 19 d'abril de 2024. Ha estat subtitulada al català.

## Repartiment
- Henry Cavill com a Gus March-Phillipps
- Alan Ritchson com a Anders Lassen
- Alex Pettyfer com a Geoffrey Appleyard
- Eiza González com a Marjor Stewart
- Babs Olusanmokun as Heron
- Cary Elwes com a Brigadista Gubbins 'M'
- Hero Fiennes Tiffin com a Henry Hayes
- Henry Golding com a Freddy Alvarez
- Rory Kinnear com a Churchill
- Til Schweiger com a Heinrich Luhr
- Freddie Fox com a Ian Fleming

## Producció
Paramount Pictures va adquirir els drets del llibre de Damien Lewis The Ministry of Ungentlemanly Warfare: How Churchill's Secret Warriors Set Europe Ablaze and Gave Birth to Modern Black Ops el 2015. Guy Ritchie va signar per dirigir el projecte el febrer de 2021, a partir d'un guió d'Arash Amel amb Jerry Bruckheimer com a produtor. L'octubre de 2022, Henry Cavill i Eiza González van anunciar que participarien com a protagonistes. El febrer de 2023, es va anunciar un càsting addicional amb Alan Ritchson, Henry Golding, Alex Pettyfer i Cary Elwes.
El rodatge va començar el 13 de febrer de 2023 a Antalya, Turquia, i es va acabar l'abril de 2023.
El dia que va començar el rodatge, es va anunciar que Lionsgate havia adquirit els drets de distribució de la pel·lícula als Estats Units, planejant donar-li un ampli llançament el 2024, i que els drets de distribució internacional seleccionats s'havien venut a Amazon Prime Video.